# Banja (série télévisée d'animation)
Pour les articles homonymes, voir Banja.
Banja est une série télévisée d'animation française en 26 épisodes de 26 minutes, créée d'après le jeu en ligne éponyme de Sébastien Kochman et diffusée à partir du 8 septembre 2007 sur Canal+. L'auteur de la bible pour la série télévisée, Stéphane Allegret, va s'éloigner du jeu en transformant Banja en personnage star de la funkadélicious et prisonnier sur l'île de Hitland jusqu'à ce qu'il ponde un superhit. La série est écrite par S. Allegret, Georges Tzanos, Max Mamoud et Katia Landréas (+ Roland Zemour).

## Synopsis
Alors qu'il refusait de se plier aux exigences de sa maison de disques, Banja, un musicien talentueux, est séquestré avec d'autres artistes sur l'île d'Hitland, contraints de produire des « tubes ». Mais Banja n'a qu'une idée en tête : retrouver la liberté !

## Voix
- Luq Hamet : le narrateur
- Lucien Jean-Baptiste : Banja
- Jean-Paul Pitolin : Germaine Six
- Marie-Eugénie Maréchal : Zelia
- Marie Chevalot : Plastic Yoko, Carmella Rodriguez
- Mark Lesser : Gérard Pélatart
- Maël Davan-Soulas : TNT
- Béatrice Troin : Jamie One
- Frédéric Dimnet : Stinky Slide
- Stéphane Ronchewski : Sir Lord Dorian Marron
- Michel Vigné : Bud
- Malvina Germain : Wampa

## Épisodes
1. Borzal d'île
2. De la fuite dans les idées
3. Elvis & Versa
4. La damnation de Pelatart
5. La pelle et le banjo
6. Shitland
7. Kidnappeurs de rien
8. Fans, je vous haine
9. Sirène de Pique...
10. Vamos à la plagiat
11. Une plume dans le culte
12. Il était une fois la révélation
13. Noir c'est noir
14. Baby come Bach
15. Hit hit hit Hourra
16. Sexus Ex Machina
17. L'anarchie Partout
18. Requin N Roll Tour
19. Jimmy La Dose
20. AC/BB
21. Les boules de noël
22. Constipation Reggae
23. Le groupe impossible
24. Ca décode a plein tubes
25. Faites entrer l'accusé
26. Cherchez le glaçon